# Monedes commemoratives de 2 euros emeses el 2009
El 2009 es va fer la segona (i, per ara, última) edició comuna de monedes de 2 euros commemoratives, per celebrar el 10è aniversari de la Unió Econòmica i Monetària. També en aquesta sèrie, la moneda luxemburguesa presenta un holograma en relleu del príncep Enric que se sobreposa parcialment damunt el tema comú.
| Imatge | Estat             | Disseny                                                                         | Volum                   | Data                    |
| --- | ----------------- | ------------------------------------------------------------------------------- | ----------------------- | ----------------------- |
| | Luxemburg         | 90è. aniversari de l'accés al tron de la gran duquessa Carlota                  | 1,4 milions de monedes  | 15 de gener del 2009    |
| Descripció: La moneda presenta l'efígie del gran duc Enric a la sinistra del cercle central, per damunt la de la gran duquessa Carlota, tots dos mirant a la destra. El text LËTZEBUERG apareix alineat en vertical al flanc sinistre, juntament amb l'any d'emissió i, a banda i banda, les marques del gravador i de la seca. A la corona exterior de la moneda apareixen les dotze estrelles de la Unió Europea envoltant el disseny central. |                   |                                                                                 |                         |                         |
| |                   |                                                                                 |                         |                         |
| | Alemanya          | La Ludwigskirche de Saarbrücken (Saarland) Quarta de la sèrie dels Bundesländer | 30 milions de monedes   | 6 de febrer del 2009    |
| Descripció: A la part interior de la moneda apareix la Ludwigskirche de Saarbrücken. Sota el monument hi ha el nom de l'estat federal, SAARLAND, i la marca de la seca, mentre que les inicials del gravador, FB (Friedrich Brenner), apareixen a la part superior dreta. A la part inferior de la corona exterior de la moneda hi figura la inscripció BUNDESREPUBLIK DEUTSCHLAND, i a la part superior hi ha l'any d'emissió; entre totes dues inscripcions apareixen les dotze estrelles de la Unió Europea envoltant el disseny central. |                   |                                                                                 |                         |                         |
| |                   |                                                                                 |                         |                         |
| | Portugal          | Jocs de la Lusofonia 2009                                                       | 1,25 milions de monedes | 6 de juny del 2009      |
| Descripció: El cercle central té la representació d'un gimnasta fent voleiar una llarga cinta. A dalt de tot, l'escut de Portugal, envoltat per sota per la inscripció PORTUGAL en forma de semicercle. A la part inferior, tocant a la vora, la llegenda 2.os JOGOS DA LUSOFONIA / LISBOA, envoltada a banda i banda per les inicials INCM a l'esquerra i el nom de l'artista, J. AURÉLIO, a la dreta. L'any d'emissió apareix damunt el cap del gimnasta, a la destra. A la corona exterior de la moneda apareixen les dotze estrelles de la Unió Europea envoltant el disseny central, damunt un fons de línies concèntriques circulars.                                             |                   |                                                                                 |                         |                         |
| |                   |                                                                                 |                         |                         |
| | San Marino        | Any Europeu de la Creativitat i la Innovació                                    | 130.000 monedes         | 5 de setembre del 2009  |
| Descripció: Al cercle central s'hi representen diversos objectes al·lusius a la recerca científica: un llibre, un compàs, un tub d'assaig i un flascó. A la destra hi ha les tres plomes emblemàtiques de la República de San Marino. A l'esquerra, la marca de la seca i l'any d'emissió. Dalt de tot, la llegenda CREATIVITÀ / INNOVAZIONE. A la part de sota, la inscripció SAN MARINO i les inicials de l'artista, A.M. A la corona exterior de la moneda apareixen les dotze estrelles de la Unió Europea envoltant el disseny central. |                   |                                                                                 |                         |                         |
| |                   |                                                                                 |                         |                         |
| | Bèlgica           | 200è. aniversari del naixement de Louis Braille                                 | 5 milions de monedes    | 25 de setembre del 2009 |
| Descripció: Al centre central de la moneda hi ha un retrat de Louis Braille entre les seves inicials (L i B) en l'alfabet que va dissenyar i que porta el seu nom. Damunt el retrat hi figura la inscripció LOUIS BRAILLE, i a sota la llegenda BE entre les dates 1809 i 2009. A la destra i a la sinistra, respectivament, hi ha les marques de la seca i del gravador. A la corona exterior de la moneda apareixen les dotze estrelles de la Unió Europea envoltant el disseny central. |                   |                                                                                 |                         |                         |
| |                   |                                                                                 |                         |                         |
| | Itàlia            | 200è. aniversari del naixement de Louis Braille                                 | 2,5 milions de monedes  | 15 d'octubre del 2009   |
| Descripció: Al cercle interior s'hi representa una mà llegint pel tacte un llibre obert. Damunt del dit índex, que apunta cap a la inscripció vertical LOUIS BRAILLE 1809–2009, hi ha dos ocells esquemàtics que simbolitzen la llibertat de coneixement. A la sinistra, a la part superior figuren les incials de l'estat emissor, RI, mentre que a la part inferior hi ha la marca de la seca, R. El nom de Louis Braille és escrit sota el llibre en l'alfabet inventat per ell. A sota de tot hi ha les inicials MCC, de l'artista Maria Carmela Colanéri. A la corona exterior de la moneda apareixen les dotze estrelles de la Unió Europea envoltant el disseny central.         |                   |                                                                                 |                         |                         |
| |                   |                                                                                 |                         |                         |
| | Finlàndia         | 200è. aniversari de l'Autonomia Finesa                                          | 1,6 milions de monedes  | 23 d'octubre del 2009   |
| Descripció: Al cercle interior s'hi representa el gablet de la catedral de Porvoo, on es va reunir la primera Dieta (o Parlament) de Finlàndia. A dalt de tot apareix la data de 1809, quan va tenir lloc el fet commemoratiu, mentre que l'any d'emissió figura a la sinistra. A la destra hi ha l'abreviació de l'estat emissor, FI, i la marca de la seca. A la corona exterior de la moneda apareixen les dotze estrelles de la Unió Europea envoltant el disseny central. |                   |                                                                                 |                         |                         |
| |                   |                                                                                 |                         |                         |
| | Eslovàquia        | 20è. aniversari de l'inici de la Revolució de Vellut                            | 1 milió de monedes      | 10 de novembre del 2009 |
| Descripció: Al cercle interior hi figura una campana estilitzada, feta de tot de claus, en commemoració de la manifestació del 17 de novembre del 1989, en què els participants a la marxa feien repicar els clauers, fet que marca el començament de la Revolució de Vellut. A la sinistra, sota el dibuix central, hi ha la marca del dissenyador i la marca de la seca (Mincovňa Kremnica). Tot al voltant del dibuix es llegeix la inscripció 17. NOVEMBER SLOBODA — DEMOKRACIA i les dates 1989–2009 i, a la part inferior, el nom de l'estat emissor, SLOVENSKO. A la corona exterior de la moneda apareixen les dotze estrelles de la Unió Europea envoltant el disseny central. |                   |                                                                                 |                         |                         |
| |                   |                                                                                 |                         |                         |
| | Ciutat del Vaticà | Any Internacional de l'Astronomia                                               | 106.084                 | 18 de novembre del 2009 |
| Descripció: El cercle interior presenta una al·legoria del naixement de les estrelles i els planetes segons la visió cristiana, juntament amb diversos instruments astronòmics. Sota el dibuix apareixen la marca de la seca, R, i l'any d'emissió, 2009. Tot al voltant del dibuix central, a la part inferior hi ha la llegenda ANNO INTERNAZIONALE DELL' ASTRONOMIA i, a la part superior, el nom de l'estat emissor, CITTÀ DEL VATICANO. A la corona exterior de la moneda apareixen les dotze estrelles de la Unió Europea envoltant el disseny central. |                   |                                                                                 |                         |                         |

## Emissió commemorativa del 2009
| Imatge | Estat           | Disseny | Volum                     | Data                        |
| --- | --------------- | --- | ------------------------- | --------------------------- |
| | Unió Europea    | 10è. aniversari de la Unió Econòmica i Monetària i del naixement de l'euro                                               | 84,085 milions de monedes | Entre gener i març del 2009 |
| | • Alemanya      | Inscripcions: BUNDESREPUBLIK DEUTSCHLAND / WWU (Wirtschafts- und Währungsunion)                                          | 30 milions de monedes     | Entre gener i març del 2009 |
| | • Àustria       | Inscripcions: REPUBLIK ÖSTERREICH / WWU (Wirtschafts- und Währungsunion)                                                 | 5 milions de monedes      | Entre gener i març del 2009 |
| | • Bèlgica       | Inscripcions: BELGIE–BELGIQUE–BELGIEN / EMU (Economic and Monetary Union)                                                | 5 milions de monedes      | Entre gener i març del 2009 |
| | • Eslovàquia    | Inscripcions: SLOVENSKO / HMÚ (Hospodárska a Menová Únia)                                                                | 2,5 milions de monedes    | Entre gener i març del 2009 |
| | • Eslovènia     | Inscripcions: SLOVENIJA / EMU (Ekonomska in Monetarna Unija)                                                             | 1 milió de monedes        | Entre gener i març del 2009 |
| | • Espanya       | Inscripcions: ESPAÑA / UEM (Unión Económica y Monetaria)                                                                 | 8 milions de monedes      | Entre gener i març del 2009 |
| | • Finlàndia     | Inscripcions: SUOMI FINLAND / 2009 / EMU (Economic and Monetary Union) Inscripció al cantell: TALOUS – JA RAHALIITTO EMU | 1,4 milions de monedes    | Entre gener i març del 2009 |
| | • França        | Inscripcions: RÉPUBLIQUE FRANÇAISE / UEM (Union Économique et Monétaire)                                                 | 10 milions de monedes     | Entre gener i març del 2009 |
| | • Grècia        | Inscripcions: ΕΛΛΗΝΙΚΗ ΔΗΜΟΚΡΑΤΙΑ / ONE (Οικονομική και Νομισματική Ένωση)                                               | 4 milions de monedes      | Entre gener i març del 2009 |
| | • Irlanda       | Inscripcions: éıʀe / AEA (Aontas Eacnamaíochta Airgeadaíochta) / EMU (Economic and Monetary Union)                       | 5 milions de monedes      | Entre gener i març del 2009 |
| | • Itàlia        | Inscripcions: REPUBBLICA ITALIANA / UEM (Unione Economica e Monetaria)                                                   | 2,5 milions de monedes    | Entre gener i març del 2009 |
| | • Luxemburg     | Inscripcions: LËTZEBUERG / UEM (Union Économique et Monétaire)                                                           | 1,4 milions de monedes    | Entre gener i març del 2009 |
| | • Malta         | Inscripcions: MALTA / UEM (Unjoni Ekonomika u Monetarja)                                                                 | 700.000 monedes           | Entre gener i març del 2009 |
| | • Països Baixos | Inscripcions: NEDERLAND / EMU (Economische en Monetaire Unie)                                                            | 5,3 milions de monedes    | Entre gener i març del 2009 |
| | • Portugal      | Inscripcions: PORTUGAL / UEM (União Económica e Monetária)                                                               | 1,285 milions de monedes  | Entre gener i març del 2009 |
| | • Xipre         | Inscripcions: KYΠPOΣ KIBRIS / ONE (Οικονομική και Νομισματική Ένωση)                                                     | 1 milió de monedes        | Entre gener i març del 2009 |
| Descripció: Al cercle central de la moneda hi ha una figura humana estilitzada amb el braç esquerre que es prolonga formant el símbol de l'euro. Sota d'aquest símbol de l'euro apareixen les inicials de l'escultor, ΓΣ. A dalt de tot apareix el nom de cada un dels estats emissors en el seu propi idioma o idiomes, inscripció EUROPA, traduïda en els diversos idiomes de cada un dels estats emissors, mentre que a la part de baix apareix la inscripció 1999-2009 i l'acrònim UEM traduït als diversos idiomes. A la corona exterior de la moneda apareixen les dotze estrelles de la Unió Europea envoltant el disseny central. El disseny definitiu de la moneda es va triar mitjançant una votació electrònica que va tenir lloc entre el 31 de gener i el 22 de febrer del 2008, i el resultat es va fer públic el 25 de febrer. Els directors de les diverses cases de moneda emissores de la zona euro n'havien prèviament fet una selecció. A causa de les lleis especials luxemburgueses que especifiquen que totes les monedes han de dur l'efígie del gran duc, l'edició de la moneda commemorativa comuna de Luxemburg és lleugerament diferent de les altres, ja que porta afegits dos hologrames amb l'efígie del sobirà. El mètode usat encara és més sofisticat que l'utilitzat l'any 2007, ja que es pot veure el retrat del gran duc mirant cap a l'esquerra o cap a la dreta segons com es faci girar la moneda. Arxivat 2008-10-19 a Wayback Machine. |                 | |                           |                             |

## Nota
1. ↑  En heràldica les direccions es descriuen en referència al portador de l'escut d'armes i no pas en referència a l'observador. Per això, a les descripcions d'aquestes monedes la destra es correspon amb l'esquerra de l'observador, mentre que la sinistra es correspon amb la dreta.